# Новосвободненська культура

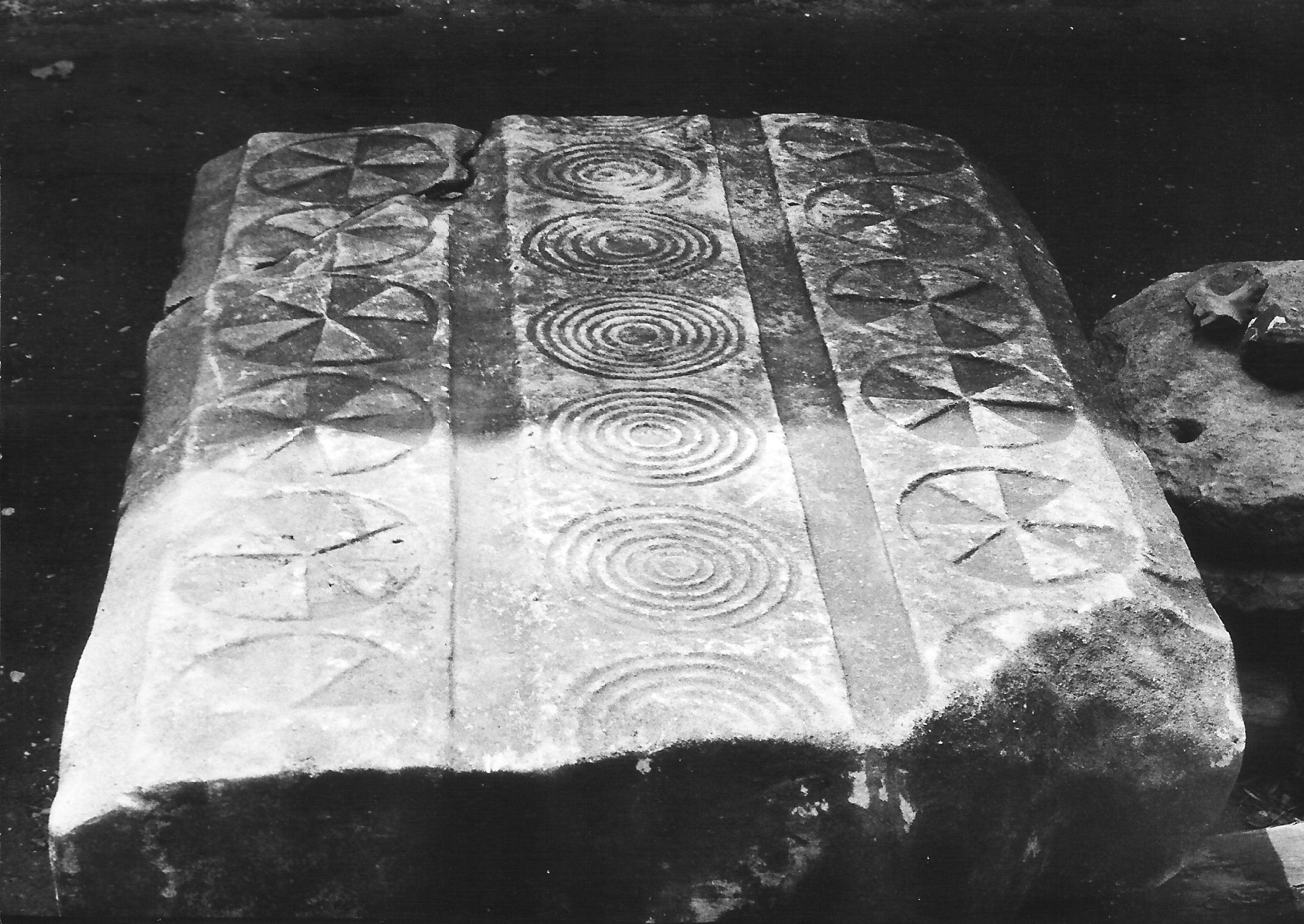
Різьблена плита зі Срібного кургану

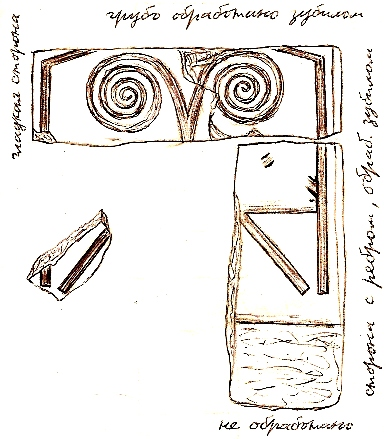
Реконструкція плити з Кладов-2

Новосвободненська культура — археологічна культура ранньо-бронзової доби, поширена у передгір'ях Північного Кавказу. Названа за найменуванням станиці Новосвободна (колишня Царська).
Першим припустив зв'язок між артефактами зі ст. Новосвободної (розкопки М. І. Веселовського, 1898 г.) із європейською керамікою британо-австралійський археолог Гордон Чайльд (1952 р). Він пов'язував їх з артефактами культури кулястих амфор (Польща). Російський археолог  О. Д. Резепкін вперше пов'язав знахідки з Новосвободної з артефактами культури лійчастого посуду (Німеччина, Данія). На відміну від Чайльда, веде розкопки під ст. Новосвободна більше 30 років Резепкін датує знахідки, що представляють новосвободненську культуру другої треті — кінцем IV тис. до н. е. Резепкін висуває аргументи на користь самостійності новосвободненської культури. Також, слідом за Резепкіном виділити пам'ятники Новосвободної в окрему культуру пропонує і археолог А. Н. Гей. До Резепкіна новосвободненську культуру вважали лише етапом майкопської культури, або тісно пов'язували з нею. За Резепкіном, різниця між новосвободненською і майкопською культурами полягає у тому, що новосвободненська на ранньому етапі свого розвитку має беззастережно західні корені, а майкопська — передньосхідні. Однак деякі археологи (С. М. Кореневский та ін.) наполягають на широкій Майкопсько-новосвободненській спільності з низкою локальних варіантів (галюгаєвсько-серегінська, Долинська, Псекупська).